# باشگاه فوتبال هاکنال تاون
باشگاه فوتبال هاکنال تاون (به انگلیسی: Hucknall Town Football Club) یک باشگاه فوتبال در شهر هاکنال، کشور انگلستان است که در سال ۱۹۴۵ میلادی تأسیس شده‌است.